# C18 (C语言标准)
C18（也被称为为C17）是ISO/IEC 9899:2018的非正式名称，是截止到2020年6月为止最新的C语言编程标准。它于2017年编写并于2018年6月发布，被用来替代C11标准（即ISO/IEC 9899:2011）。
C18标准将被C23标准所取代。

## 与C11的差别
C18没有引入新的语言特性，只对C11进行了补充和修正。
__STDC_VERSION__的值被改为201710L.

## 编译器支持
支持C18的编译器有：
- GCC 8.1.0[5]
- LLVM Clang 7.0.0[6]
- IAR EWARM v8.40.1[7]
- Microsoft Visual C++ VS 2019（16.8）[8]

## 另请参见
- ANSI C，C90（英语：ANSI C#C90），C99，C11 – C语言先前的标准
- C++ 98（英语：C++ 98），C++03，C++11，C++14，C++17，C++20 – C++语言标准
- C和C++的兼容性

## 引用
1. ↑  . www.iso.org.   [2020-06-08]. （原始内容存档于2018-08-10）.
2. 1 2  . www.iso-9899.info.   [2020-06-08]. （原始内容存档于2005-02-25）.
3. ↑  . www.open-std.org.   [2020-06-08]. （原始内容存档于2014-08-30）.
4. ↑  .   [2024-02-25]. （原始内容存档于2024-05-26）.
5. ↑  . gcc.gnu.org.   [2020-06-08]. （原始内容存档于2020-06-06）.
6. ↑  .   [2020-06-08]. （原始内容存档于2019-09-10）.
7. ↑  . netstorage.iar.com.   [2020-06-08]. （原始内容存档于2019-05-29）.
8. ↑  . devblogs.microsoft.com. 14 September 2020  [2021-10-16]. （原始内容存档于2021-05-11）.